# اورتاتاکسل
اورتاتاکسل یک داروی شیمی درمانی است. این دارو تا تاریخ ژوئن ۲۰۰۹ توسط شرکت داروسازی اسپکتروم در کارآزمایی بالینی فاز ۲ قرار داشت.